# 王子
王子（おうじ）は、王の子、あるいはさらにその子として出生し、王に即位してはいない男子のこと（王世子、皇太子に限らない）。またはその称号。

## 王の子弟の称号
日本では天皇の子を「皇子（みこ、こうし）」と称した。律令制の施行以降は「王」、親王宣下後は「親王」と呼ばれるようになった。親王宣下がされた天皇の子を親王と呼び、親王宣下がされていない天皇の子は、王子と呼ばれた。また、親王の子は、○○親王の第○王子などの表現を用いた。
琉球や李氏朝鮮では、王の子や弟などの位階として「王子」の称号が用いられた。
中国では、王の身分を帯びた支配者の子を指す語として古くから広く用いられた。仏典では、サンスクリットで「王の子息」を意味するラージャプトラ (rajaputra) の訳語として王子が用いられ、例えば出家前の釈迦（ブッダ）は釈迦族の王子であると記されている。
同じようにこの語は、ヨーロッパ各国の王の子弟を指しても用いられるようになり、彼らの帯びる称号であるプリンス（英語：prince）が王子に対応する訳語となっている。特に「王子」の称号と不可分に呼ばれる人物として、ポルトガル王ジョアン1世の息子であるエンリケ航海王子の例が挙げられる（この人物の本来の称号はインファンテ (infante) である）。
ただし、プリンスは女王の夫（王配）や王女の夫、あるいは王族ではない貴族や一国の君主（オランダでは退位した国王・女王もプリンスまたはプリンセスと呼ばれる）などにも用いられたり、国によっては王族のうち王位継承権筆頭者（推定相続人）に限って用いられるなど、多義的な称号であるため、意味合いにずれが生じる場合がある。『星の王子さま』や『王子と踊子』の「王子」などは、その意味のずれによって生じた誤訳の一例である。

## 現代日本語における「王子」
王の子弟という意味での「王子」は、中世以来武家社会であった日本ではなじみがなく（辛うじて相当しそうなのが「若」である。『若さま侍捕物手帖』など）、「プリンス」の訳語として「シンデレラ」や「白雪姫」に登場する王子、また「眠れる森の美女」のフィリップ王子など、西洋のおとぎ話を通じて定着した年代がある。そのため、日本では「若い」「眉目秀麗」「凛々しい」「気品がある」「爽やかな笑顔（雰囲気）」といった、「貴公子」同様の観点で用いられ、双方の意味が混同した結果、ニックネームの一部として使用されることがある。

### メディアなどで「王子」と呼ばれる主な人物
従来は前述のように貴公子が用いられていた。“ニットの貴公子、広瀬光治”が好例である。また下記の斎藤や石川（2000年代）以降、スポーツ選手はもとより様々な分野で活躍する“爽やかで若い男性”に対し、「○○王子」というニックネームが付けられるようになった。
及川光博
デビュー以来、セルフプロデュースにより「王子」と自称していたが、富士急ハイランドで1998年8月22日に行われたひとりのビッグショー'98「魔宮の聖戦」にて、「王子転職宣言」をしている。
高見沢俊彦（THE ALFEE）
ド派手スーツにクルクルと巻かれた中世ヨーロッパを彷彿とさせる綺麗なロングヘアーという出で立ちから、吉田拓郎がそう呼び始めた。また高見沢は、「ドレスアップはあってもドレスダウンはない」と発言している。
堂本光一（KinKi Kids）
メディアやファンから呼ばれている。及川光博から「王子を譲る」「日本で王子は君だけ」、関ジャニ∞の大倉忠義からは「24時間王子である」と言われたことがある。光一が主演を務めた『スシ王子!』 の監督である堤幸彦は、「王子といえば光一だろう」と思い光一に出演を依頼したと語っていた。また、どのような男性を｢白馬の王子様｣として憧れるか、match.comが調査したところ、2位に光一の名前があがった。
斎藤佑樹
2006年、第88回全国高等学校野球選手権大会にて連日独りで投げ抜き、早稲田実業学校高等部を初優勝に導いた。その端正な顔立ちと爽やかさ、さらにユニフォームの袖で汗をぬぐう高校球児が多い中、ポケットから取り出した水色のハンカチを使って汗をぬぐう姿が注目され、「ハンカチ王子」というニックネームでフィーバーを巻き起こすほどの国民的人気者となった（「ハンカチ王子」はこの年の新語・流行語大賞でトップテンに入賞している）。
石川遼
2007年、男子プロゴルフツアーのマンシングウェアオープン KSBカップにて世界最年少の15歳で優勝した。その爽やかな笑顔から「ハニカミ王子」というニックネームで斎藤と同様に人気者となった（「ハニカミ王子」はこの年の新語・流行語大賞で年間大賞を受賞している）。
樋口黎
石川同様に爽やかなルックス、また野菜嫌いで菓子、特にマカロン好きであるところから「マカロン王子」の別名を奉られた。
橋本大地（大日本プロレス）
実父のプロレスラー・橋本真也の愛称「破壊王」にちなんで、「破壊王子」と命名された。
日本の男子フィギュアスケート選手
「銀盤の王子たち」というムックが双葉社から発売されている。